# 岡田晋

## 著書
- 『日本映画の歴史』三一新書　1957
- 『誰でも知りたい8ミリ映画の常識』光画荘　1959
- 『壁画からテレビまで 映画の新しい論理』三笠書房　1959
- 『現代 レンズとフィルムによる』江藤文夫共著 1963　三一新書
- 『シナリオの設計』ダヴィッド社　1963
- 『現代映像論』三一書房　1965
- 『映画理論入門』白揚社　1966
- 『日本映画の歴史 その企業・技術・芸術』ダヴィッド社　1967
- 『映像 人間とイメージ』美術出版社　1969　美術選書
- 『映像未来学』美術出版社　1970
- 『映像ディスプレイ』ダヴィット社　1971
- 『日本人のイメージ構造』1972　中公新書
- 『映画の世界史』美術出版社　1974　美術選書
- 『映画と映像の理論』ダヴィッド社　1975
- 『映画の誕生物語 パリ・1900年』美術出版社　1980　美術選書
- 『映像学・序説 写真・映画・テレビ・眼に見えるもの』九州大学出版会　1981
- 『遺跡と人間 イメージの旅』斉藤耕一撮影　集英社　1985
- 『映画学から映像学へ 戦後映画理論の系譜』九州大学出版会　1987

## 参考
- 『日本人のイメージ構造』著者略歴